# Aéroport d'Alta Floresta
L'aéroport d'Alta Floresta aussi appelé aéroport Piloto Osvaldo Marques Dias (code IATA : AFL • code OACI : SBAT) est l'aéroport d'Alta Floresta au Brésil.

## Compagnies aériennes et destinations
| Compagnies              | Destinations |
| ----------------------- | ------------ |
| Azul Brazilian Airlines | Cuiabá       |

## Accès
L'aéroport est situé à 6 km du centre-ville d'Alta Floresta.